# Иван II
Иван II Иванович Красиви (на руски: Иван II Иванович Красный) е княз на Московското княжество и велик княз на Владимирско-Суздалското княжество от 1353 до 1359.

## Произход и управление
Иван Иванович е втори син на великия княз Иван Калита и наследява по-големия си брат Симеон Горди. Преди това управлява градовете Руза и Звенигород. Той запазва близките отношения на Московското княжество със Златната орда.
Иван II обикновено е описван като тих и миролюбив владетел. Веднага след идването му на власт Московското княжество е нападнато и подложено на опустошение от Олег, княз на Рязан. Иван Иванович го отблъсква едва след смъртта на основния си съперник, суздалския княз Константин, през 1355. Въпреки това съпротивата срещу властта на Москва продължава в Новгород, Твер, Муром. Великият княз не оказва съпротива, дори когато Алгирдас, великият княз на Литва, превзема столицата на тъста му Брянск.

## Фамилия
От втората си съпруга Александра Ивановна Веляминова, дъщеря на кмета на Москва, Иван Иванович има няколко деца, сред които и неговия наследник в Москва Дмитрий Донски.